# Politique à Porto Rico

Répartition de la représentation des partis politiques au 25e Sénat de Porto Rico. PPD (18) PCP (8) PIP (1)

La politique à Porto Rico est définie par le statut de l'île en tant que Commonwealth associé aux États-Unis, c'est-à-dire un territoire non incorporé organisé des États-Unis.
Les Portoricains disposent de la nationalité américaine, mais ne votent pas pour l'élection présidentielle (mais peuvent voter pour la désignation des candidats démocrates et républicains à cette élection lors des primaires). Ils élisent pour quatre ans un seul représentant, le commissaire résident (Resident Commissionner), à la Chambre des représentants des États-Unis (un État américain de population équivalente en élit entre cinq et six) et ce dernier n'a pas le droit de vote. Ils n'élisent aucun représentant au Sénat américain (où seuls les États américains élisent chacun deux sénateurs). Les Portoricains peuvent s'engager dans l'armée américaine.
Les Portoricains vivant dans les États américains votent et disposent des mêmes droits que n'importe quel ressortissant américain.

## Gouvernement de l'île
Le mode de gouvernement de l'île est très proche de celui des États américains mais avec une autonomie interne plus importante. Comme les États américains, l'île a un gouverneur à la tête de sa branche exécutive, élu par les citoyens résidents, une législature d'État (avec un Sénat et une Chambre des représentants) pour sa branche législative et une cour suprême qui chapeaute la branche judiciaire. À la différence des États américains dont le droit repose sur la Common law (exception faite de la Louisiane), le droit portoricain est un mélange de loi civile et de common law.
Comme Porto Rico est un territoire non-incorporé, l'île n'a pas de divisions administratives de premier degré telles que définies par le gouvernement américain (les comtés) mais seulement des divisions administratives de second degré, soit 78 municipalités. Celles-ci sont divisées en quartier, les barrios, et ceux-ci en secteurs. Chaque municipalité élit un maire et un conseil municipal pour quatre ans. La municipalité de San Juan (auparavant nommée « ville »), fut fondée en premier en 1521, puis San Germán en 1570, Coamo en 1579, Arecibo en 1614, Aguada en 1692 et Ponce en 1692. L'augmentation de la colonisation de l'île vit la création de 30 municipalités au XVIIIe siècle, 34 au XIXe siècle et 6 au XXe siècle, la dernière étant Florida en 1971.

## Statut de l'île
Porto Rico est un territoire non incorporé des États-Unis qui selon la Cour suprême des États-Unis est « un territoire rattaché et appartenant aux États-Unis mais non une partie des États-Unis ». Porto Rico est soumis aux pleins pouvoirs du Congrès sous la « Clause territoriale » de l'article IV, section 3, de la Constitution américaine. La loi fédérale des États-Unis est applicable à Porto Rico même si l'île n'est pas un État de l'Union et n'a pas de représentant avec pouvoir de vote au Congrès américain. À cause du Federal Relations Act de 1950, toutes les lois fédérales qui ne sont pas « localement inapplicables » sont automatiquement les lois en vigueur sur le territoire de Porto Rico. Statut d'état libre, mais associé aux États-Unis, Porto Rico n'est pas membre de l'Organisation des nations unies (ONU) ni de la plupart des organisations internationales. La Constitution des États-Unis exige une loi du Congrès, pour permettre à Porto Rico, de choisir entre l'indépendance et le statut d'état.

## Évolution éventuelle du statut

### Position du gouvernement américain
Le gouvernement américain a proposé à plusieurs reprises à Porto Rico de devenir un État fédéré, en particulier lors des référendums de 1967, 1993 et 1998.
En décembre 2005, le rapport du comité présidentiel sur le statut institutionnel de Porto Rico a estimé qu'il n'était pas possible « de lier les futurs congrès [des États-Unis] aux arrangements particulier à Porto Rico en tant que Commonwealth » (État associé). Il s'agit ici d'une interprétation du passage de la Constitution des États-Unis relatif aux territoires de l'Union, qui doivent à terme devenir des États fédérés à part entière. Cette interprétation implique que Porto Rico est bien un territoire de l'Union, et non seulement un territoire associé, ce qui représente une évolution dans l'interprétation traditionnelle des relations entre Porto Rico et les États-Unis.
En décembre 2007, le comité présidentiel sur le statut institutionnel de Porto Rico a réaffirmé que Porto Rico était un territoire des États-Unis sous le plein pouvoir du Congrès américain,.
Le comité présidentiel n'a pas indiqué que l'intégration aux États-Unis était la seule issue possible, mais que l'arrangement institutionnel actuel ne pouvait durer éternellement.
Les partisans de l'intégration en tant qu'État américain (en particulier le New Progressive Party (PNP) proche des Républicains, qui contrôle en 2005 le parlement local), et ceux de l'indépendance (le petit Puerto Rican Independence Party) ont globalement soutenu cette remise en cause du statu quo, mais elle a entraîné de vives critiques des partisans de l'option actuelle, en particulier du gouverneur Acevedo Vilá, lequel appartient au second grand parti de l'île, le Popular Democratic Party (PPD) proche des Démocrates. De nouveau, l'hypothèse d'un référendum a été évoquée.
Un nouveau référendum, en 2012, a finalement tranché en faveur d'une évolution vers le statut d'État américain à part entière.
En 2016, la Cour suprême des États-Unis a confirmé que Porto Rico ne bénéficiait d’aucune autonomie significative ni d’aucune relation spéciale avec les États-Unis.
En janvier 2017, le militant indépendantiste Oscar López Rivera est libéré après 36 ans de prison aux États-Unis.

### Position du Comité de décolonisation de l'ONU
Le Comité spécial de la décolonisation de l'ONU a rendu le 14 juin 2006 une décision favorable à l'indépendance de l'île.
Le 20 juin 2007, sur proposition de Cuba, un nouveau rapport sur le statut de Porto Rico a été adopté, où le Comité spécial pour la décolonisation dénonce le déni du droit à l'autodétermination du peuple portoricain, réaffirme que les Nations unies reconnaissent la singularité culturelle du peuple de Porto Rico dans les Antilles et en Amérique latine. Ce communiqué dénonce aussi les interventions du FBI et la persécution des mouvements indépendantistes portoricains et réclame la libération des prisonniers politiques portoricains (certains sont en prison depuis plus de 25 ans) ; enfin le comité réaffirme qu'il suivra avec attention l'évolution de la question portoricaine.
Les référendums ayant rejeté l'indépendance ne sont pas cités dans les débats de 2006 et 2007 publiés par le Comité, où se sont surtout exprimés des États hostiles aux États-Unis : République islamique d'Iran, République bolivarienne du Venezuela, République de Cuba, République arabe syrienne.

### Position des électeurs

#### Les premiers référendums
L'actuel compromis institutionnel (pas de participation aux décisions nationales contre une plus large autonomie locale) semble satisfaire la population.
En 1967, un référendum a présenté aux électeurs de l'île trois choix : devenir un État américain à part entière, indépendance ou maintien du Commonwealth en libre association avec les États-Unis. C'est l'option de l'association sans intégration qui l'a emporté, par 60,4 % des suffrages.
Le 14 novembre 1993, un autre référendum s'est tenu.
- Indépendance : 4,4 % des voix.
- État américain : 46,3 % des voix.
- Statu quo (Commonwealth en association avec les États-Unis) : 48,6 % des voix.

Le 13 décembre 1998, un nouveau référendum a présenté aux électeurs de l'île cinq options institutionnelles :
- Territorial Commonwealth : 0,1 % des voix.
- Free Association (Association libre) : 0,3 % des voix.
- Indépendance : 2,5 % des voix.
- État américain : 46,5 % des voix.
- Statu quo : 50,3 % des voix.

Finalement, les trois principaux choix étaient l'indépendance, l'intégration comme État fédéré à part entière, et le maintien de l'identité spéciale de l'île en étroite associations aux États-Unis. L'indépendance étant un choix marginal, ce sont les deux dernières options qui se sont réellement affrontées, l'option du statu quo l'emportant finalement.

#### Le référendum de 2012
Le 6 novembre 2012, à l'occasion en même temps de l'élection présidentielle américaine, un quatrième référendum a été présenté aux électeurs sous la forme de deux questions distinctes.
Tout d'abord, à la question « Êtes-vous d'accord sur le fait que Port Rico devrait conserver son statut territorial actuel ? » :
- Non : 53,99 % des voix (959 136 voix)
- Oui : 46,01 % des voix (817 241 voix)

Deuxième question : « Laquelle des options suivantes préférez-vous ? »
- État américain : 61,10 % des voix (824 238 voix)
- État libre souverain et associé : 33,35 % des voix (449,831 voix)
- Indépendance : 5,55 % des voix (74,840 voix)

Pour la première fois, l'option « État américain » est celle qui a reçu la majorité des voix, ce qui relance le débat sur la question du statut actuel de l'île et du potentiel 51e État.
Le 11 décembre 2012, l'Assemblée législative de Porto Rico a adopté une résolution demandant « au Président et au Congrès des États-Unis de répondre avec diligence à la demande du peuple de Porto Rico, et de commencer le processus pour admettre Porto Rico dans l'Union en tant qu'État ».

#### Le référendum de 2017
Le 3 février 2017, le gouverneur de Porto Rico Ricardo Rosselló signe la loi no 7 pour la « décolonisation immédiate de Porto Rico » qui prévoit un référendum d'autodétermination le 11 juin 2017 (cependant non contraignant). Les électeurs devront choisir entre l'option de devenir un État américain ou bien le statut de libre association/indépendance. En cas de victoire de la deuxième option, un second référendum sera organisé le 8 octobre suivant pour choisir entre la libre association et l'indépendance. L'opposition boycotte le scrutin.

### Le référendum de 2020
En mai 2020, au milieu d'une désillusion croissante à l'égard du statut territorial de Porto Rico, la gouverneure Wanda Vázquez annonce un référendum pour le 3 novembre 2020 pour décider si Porto Rico doit devenir un État américain ou non.
En avril 2021, les démocrates présentent un projet de loi au Congrès des États-Unis pour lancer le processus de détermination du statut futur de Porto Rico, y compris celui d'un éventuel État, et de ses relations avec les États-Unis. La loi sur l'autodétermination de Porto Rico de 2021, appelle à la création d'une « convention sur le statut » composée de délégués élus par les électeurs portoricains. Les délégués seraient chargés de proposer des solutions à long terme pour le statut territorial de l'île : statut d'État, indépendance, association libre ou autres options au-delà de son arrangement territorial actuel.

### Le référendum de 2024
En mai 2022, des membres du Congrès parrainant des projets de loi concurrents sur la manière de résoudre le statut territorial de Porto Rico et ses relations avec les États-Unis se sont réunis pour introduire une nouvelle législation combinant les deux. La législation proposée combine des éléments du projet de loi favorable à l'État présenté par le représentant Darren Soto, D-Fla., Et le représentant Jenniffer Gonzalez, membre sans droit de vote du Congrès de Porto Rico et républicain, aux côtés de la loi sur l'autodétermination de Porto Rico des représentants. Alexandria Ocasio-Cortez et Nydia Velázquez, toutes deux démocrates de New York. Le projet de loi stipule que pour la première fois le plébiscite pour résoudre le statut politique de Porto Rico sera contraignant ce plébiscite aura lieu le 5 novembre 2023.
En juillet 2024, le gouverneur Pedro Pierluisi convoque un plébiscite sur le statut de Porto Rico en novembre 2024 ; pour la première fois, le statut actuel de l'île en tant que territoire américain ne sera pas une option lors du plébiscite non contraignant. Le décret fait suite à l'approbation par la Chambre des représentants des États-Unis en 2022 d'un projet de loi visant à aider Porto Rico à évoluer vers un changement de statut territorial. les électeurs ont le choix entre le statut d’État, l’indépendance ou l’indépendance avec libre association, dont les conditions seraient négociées concernant les affaires étrangères, la citoyenneté américaine et l’utilisation du dollar américain.

## Partis politiques
- Le Parti populaire démocrate (PPD), affilié au Parti démocrate américain, est favorable au statu quo institutionnel.
- Le Nouveau Parti progressiste (PNP) souhaite lui que l'île accède au rang de 51e État des États-Unis.
- Le Parti indépendantiste portoricain (PIP) est favorable à l'indépendance de l'île.
- Portoricains pour Porto Rico (PPR) est un parti autonomiste.
- Le Parti du peuple travailleur est un parti d'extrême gauche.

## Anecdotes
- Non représentée aux Nations unies, l'île a un Comité national olympique.
- Les compagnies aériennes américaines la considèrent comme une « destination internationale », alors que les avions des compagnies portoricaines doivent porter un numéro de registre américain.
- La nationalité portoricaine existe mais n'est reconnue que par la République dominicaine et le Venezuela. Mais comme le droit américain interdit la double nationalité, seules 25 personnes possèdent ce passeport.